# William Foote Whyte
William Foote Whyte (27 de junho de 1914 - 16 de julho de 2000) foi um sociólogo estadunidense conhecido principalmente por seu estudo etnográfico em sociologia urbana, Sociedade de esquina. Pioneiro nos Estados Unidos em observação participante em contextos urbanos, ele morou por quatro anos em uma comunidade italiana em Boston, enquanto Junior Fellow em Harvard pesquisando relações sociais de gangues de rua no North End de Boston.

## Vida
Whyte, de origem de classe média alta, mostrou desde cedo um interesse pela escrita, economia e reforma social. Recebeu seu diploma de bacharel em economia pelo Swarthmore College em 1936 e foi selecionado para o programa Junior Fellows da Universidade de Harvard, onde sua pesquisa marcante foi feita. Após sua pesquisa em Boston, ingressou no programa de doutorado em sociologia da Universidade de Chicago.
Sociedade de esquina foi publicado pela University of Chicago Press em 1943. Ele passou um ano ensinando na Universidade de Oklahoma, mas desenvolveu poliomielite em 1943 e passou dois anos em fisioterapia na Fundação Warm Springs . A reabilitação foi apenas parcialmente bem-sucedida; Whyte andou com uma bengala pelo resto de sua vida e usou duas muletas nos braços em seus últimos anos.
Ele retornou brevemente à Universidade de Chicago em 1944, depois ingressou na Escola Estadual de Relações Industriais e Trabalhistas de Nova York na Universidade de Cornell em 1948, lá permanecendo pelo resto de sua carreira. Trabalhou pela reforma social e pela mudança social, direcionando seus esforços para "empoderar os desprivilegiados e diminuir a distância entre ricos e pobres". Estudou trabalhadores industriais e agrícolas e cooperativas de trabalhadores na Venezuela, Peru, Guatemala e na região basca da Espanha, bem como nos Estados Unidos. Ele é autor de centenas de artigos e 20 livros, incluindo uma autobiografia. É considerado um pioneiro da sociologia industrial.
Na sua morte William F. Whyte foi sobrevivido por sua esposa, a editora e artista Kathleen King Whyte, dois filhos (incluindo o sociólogo Martin King Whyte), e duas filhas.

## Realizações
Whyte foi presidente da Associação Americana de Sociologia em 1981 e também da Sociedade de Antropologia Aplicada em 1964. Em sua homenagem, em 1996 foi criada pela Associação Americana de Sociologia o prêmio William Foote White.

## Escritos
- William Foote Whyte, Street Corner Society: The Social Structure of an Italian Slum University of Chicago Press (4th edition, 1993), trade paperback, ISBN 978-0-226-89545-1; hardcover, University of Chicago Press (3rd edition, revised and expanded, 1981, ISBN 978-0-226-89542-0
- William Foote Whyte, Participant Observer: An Autobiography, Cornell University Press (1994), trade paperback, ISBN 978-0-87546-325-4
- William Foote Whyte, Creative Problem Solving in the Field: Reflections on a Career, Rowman and Littlefield (1997), trade paperback, ISBN 978-0-7619-8921-9; hardcover, ISBN 978-0-7619-8920-2
- William Foote Whyte & Kathleen King Whyte, Making Mondragon: The Growth and Dynamics of the Worker Cooperative Complex, ILR Press (an imprint of Cornell University Press), Ithaca & London, 1988)
Em português

- Sociedade de esquina. Rio de Janeiro: Zahar, 2005. ISBN 9788571108608

## Nota
- Este artigo foi inicialmente traduzido, total ou parcialmente, do artigo da Wikipédia em inglês cujo título é «William Foote Whyte».Referências

1. 1 2 3  Greenhouse. Steven (20 de julho de 2000). «William Whyte, a Gang Sociologist, Dies at 86». New York Times (em inglês). Consultado em 19 de abril de 2015
2. ↑  Moura, Cristina Patriota de (abril de 2006). «Sociedade de esquina». Mana: 258–262. ISSN 0104-9313. doi:10.1590/S0104-93132006000100013. Consultado em 7 de setembro de 2022
3. ↑  Santos, Fabiane (1 de dezembro de 2012). «Os limites do "re-fazer" etnográfico». Ponto Urbe. Revista do núcleo de antropologia urbana da USP (11). ISSN 1981-3341. doi:10.4000/pontourbe.295. Consultado em 7 de setembro de 2022
4. ↑  «A observação participante em sociedade de esquina: metodologia para compreensão da desorganização social». www.ibccrim.org.br. 1 de dezembro de 2017. Consultado em 7 de setembro de 2022
5. ↑  «Kathleen King Whyte Obituary (2007) Ithaca Journal». Legacy.com. Consultado em 7 de setembro de 2022
6. ↑  «Cornell Professor William Foote Whyte honored with award in his name by American Sociological Association». Cornell Chronicle (em inglês). Consultado em 7 de setembro de 2022